# Costera loheri
Costera loheri là một loài thực vật có hoa trong họ Thạch nam. Loài này được (Merr.) Airy Shaw & J.J.Sm. mô tả khoa học đầu tiên năm 1935.